# Ricardo Chávez
Ricardo Chávez, (ur. 1965 roku w Meksyku) – meksykański aktor i model, najbardziej znany z roli Diosdado Amado w telenoweli Telemundo Miłość jak czekolada.

## Filmografia

### Filmy fabularne
- 1988: Der Radfahrer von San Cristóbal jako Dito Vargas
- 1988: Z ogniem i szpadą (A sangre y fuego) jako
- 1986: Agustin Lara; Solamente una vez

### Telenowele/seriale TV
- 2008: Przysięga (El Juramento) jako Justo Romero
- 2007: Miłość jak czekolada (Dame Chocolate) jako Diosdado Amado
- 2006: Decisiones jako Horacio/Ernesto
- 2006: Loteria (Lotería)
- 2006: Tierra de pasiones jako Miguel Valdez
- 2006: Plaża Południa (South Beach)
- 2005: Decisiones jako Benjamin
- 2003: Prisionera jako Santiago Mesa
- 2002: Kobieta szuka mężczyzny (Vale todo) jako Felipe
- 2001: W niewoli uczuć (Abrázame muy fuerte) jako Motor
- 2001: Przygody w czasie (Aventuras en el tiempo) jako Octavio
- 2000: Pierwsza miłość...tysiąc na godzinę (Primer amor... a mil por hora) jako Sebastián Olivares
- 2000: W niewoli uczuć (Abrázame muy fuerte) jako Motor
- 1999: Porywy serca (Por tu amor) jako aktor teatralny
- 1999: Trzy kobiety (Tres mujeres) jako Rogelio (el jefe de Yamile)
- 1999: Świateczna opowieść (Cuento de Navidad) – dubbing
- 1999: Mujeres engañadas
- 1987: Senda de gloria jako Rewolucjonista